# Брайт, Эдуард
Э́дуа́рд Брайт по прозвищу Мо́лдонский толстя́к (англ. Edward Bright, the “Fat Man of Maldon”; 1721, Молдон, Эссекс, Восточная Англия, Великобритания — 10 ноября 1750, там же) — владелец свечной мастерской и бакалейщик из восточноанглийского города Молдон, прославившийся необычайной тучностью. В юности служил почтовым рассыльным. В последние годы жил на молдонской Хай-стрит; похоронен в городской церкви Всех Святых. При росте 5 футов 9 дюймов (175,3 см) имел обхват груди 5 футов 6 дюймов (167,6 см) и живота 6 футов 11 дюймов (201,8 см) — по местной легенде, огромный камзол Брайта «был впору семерым». К моменту смерти весил, по разным источникам, от 42 стонов (266,3 кг) до 44 стонов 6 фунтов (281,7 кг).
Для похорон Брайта был изготовлен специальный увеличенный гроб. Запись в приходской похоронной книге гласила:

Дабы опустить гроб [со второго этажа] в лавку, учинили пролом в стене и лестнице; гроб был доставлен к церкви телегою, задвинут на блоках в кирпичный склеп и погребён посредством треугольного ворота и шкива. Брайт был честный торговец, остроумный компаньон, учтив манерами, приветлив нравом, любящий отец и драгоценный друг.
В 1750 году английский художник Дэвид Огборн (англ. David Ogborne; 1700—1768) написал портрет Эдуарда Брайта, впоследствии неоднократно гравировавшийся.
В 2000 году перед бывшим домом Эдуарда Брайта был установлен бронзовый рельеф с изображением «семерых в камзоле Брайта» работы английского скульптора Катарни Стерн.